# Проневська
Про́невська (рос. Проневская) — присілок у складі Тарногського району Вологодської області, Росія. Входить до складу Тарногського сільського поселення.

## Населення
Населення — 60 осіб (2010; 67 у 2002).
Національний склад (станом на 2002 рік):
- росіяни — 97 %